# جالانی صدیق
جالانی صدیق (انگلیسی: Jalani Sidek؛ زادهٔ ۱۰ نوامبر ۱۹۶۳) بدمینتون‌باز اهل مالزی است.